# Садиба Свіблово
Садиба Свіблово (рос. Свиблово) — старовинна садиба в однойменному районі міста Москви, відновлена після пожежі і тривалих ремонтних робіт.

## Історія
Історична садиба Свіблово розташована на північному сході Москви і дала назву сучасному міському району.
Перша згадка датована 1704 роком, коли перший володар Кирило Олексійович Наришкін наказав вибудувати власний будинок, заводик для солоду, кухні, садибну церкву Св. Трійці (1708—1709 рр.)
Після Полтавської баталії сюди женуть пішки полонених шведів. Володар
наказав виселити власних кріпаків в інші маєтки, а в Свіблово розселив полонених шведів-ремісників. Свіблово мало комерційне використання.
По смерті Наришкіна у 1723 р. садиба перейшла до родини Плєщеєвих. Вдова генерал-майора П. Я. Голіцина, Марія Іванівна (Плєщеєва) продала садибу Висоцькому М. П., племіннику князя Григорія Потьомкіна і сину його сестри Пелагеї Олександрівни. Микола Петрович (командир Харківського гусарського полку) перебудував садибу в стилі раннього класицизму, вигляд і розпланування якої вона зберігає донині. Недовгий час на початку 19 ст. тут мешкав російський письменник Микола Карамзін з молодою дружиною (1801—1803 рр.)

## У 19 столітті
Садиба занепадає в 19 ст., коли черга нових володарів використовує її приміщення не для житла, а як промислові споруди. Тут організували ткацьке виробництво.
Найбільшу мистецьку вартість має споруда садибної церкви. Ще за часів першого володаря вибудували стовпчасту церкву, криту куполом. В добу класицизму прибудували дзвіницю та каплицю в стилі московського ампіру. Садиба мала пейзажний парк та ставки. Палац мав цегляний перший поверх і дерев'яний другий. Тинькування справляло враження цілком кам'яної споруди. Палац і два флігелі вибудовані за типовими проектами доби класицизму. Особливо це відбилося на фасадах західного та східного флігелів — спрощених і абсолютно тотожних.

## За часів СРСР та відновленого капіталізму
Всі історичні інтер'єри загинули. Садибні споруди руйнувались. Палац втратив дахи і дерев'яний другий поверх. Руйнації довершила пожежа 1994 року.
Про дозвіл до московського уряду на підпорядкування поруйнованої садиби православній церкві Росії звернувся патріарх. На прийняття рішення знадобилось чотири роки. Значні грошові кошти патріархата дозволили розпочати ремонтно-відновлювальні роботи. Всі збережені фундаменти колишньої споруди дозволили відновити її первісне історичне розпланування. В храмі Св. Трійці відновлене богослужіння. В садибі також розташували «Загальноосвітню православну школу імені Сергія Радонезького».